# Limnocnida congoensis
Limnocnida congoensis är en nässeldjursart som beskrevs av Bouillon 1959. Limnocnida congoensis ingår i släktet Limnocnida och familjen Olindiasidae. Inga underarter finns listade i Catalogue of Life.